# Еммер-Ерфсхейденвен
Еммер-Ерфсхейденвен (нід. Emmer-Erfscheidenveen) — селище в нідерландській провінції Дренте. Входить до муніципалітету Еммен.
Його площа становить 2,98 км², а населення станом на 2021 рік складало 1 785 осіб.